# 미나미소마군

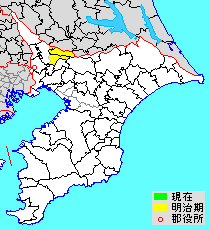
지바현 미나미소마군의 위치

미나미소마군(南相馬郡)은 일본 지바현애 았던 군이다.

## 개요
1875년 시모사국 소마군 중 도네강 이북의 구역이 이바라키현에 이관되어. 지바현에 남은 도네강 남쪽 구역이 1878년 미나미소마군이 되었다. (동시에 이바라키현 관할의 소마군 구역은 기타소마군이 되었다.) 1897년 히가시카쓰시카군에 편입되어 소멸되었다.
또한 후쿠시마현의 소마군은 시모사국 소마군에서 일어나서 중세에서 메이지 유신까지 다이묘 가문인 소마씨에서 유래되었다. 소마씨의 발상지는 시모사국의 소마군으로, 지바현의 옛 히가시카쓰시카군 지역을 포함해 후쿠시마현의 소마군과는 현재에도 교루가 이어지고 있다.

## 군역
1878년 행정 구역으로 발족할 당시의 군역은 현재의 행정 구역으로 대체로 아래 구역에 해당한다.
- 아비코시 전역
- 가시와시의 일부

## 역사
- 1878년
  - 11월 2일 - 군구정촌 편제법이 지바현에서 시행되면서, 지바현 소마군 구역으로 행정 구역인 미나미소마군이 발족.

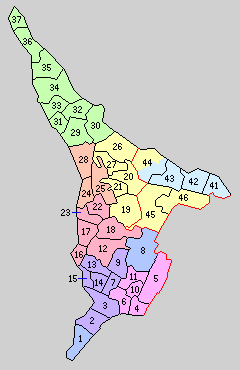
41.후사정 42.고호쿠촌 43.아비코정 44.도미세촌 45.가자하야촌 46.데가촌 (노랑:가시와시 하늘색:아비코시 1-37은 히가시카쓰시카군)

- 1889년 4월 1일 - 정촌제 시행으로, 아래의 정촌이 발족.(2정 4촌)
  - 후사정(布佐町) : 현 아비코시
  - 고호쿠촌(湖北村): 현 아비코시
  - 아비코정(我孫子町): 현 아비코시
  - 도미세촌(富勢村): 현 가시와시
  - 가자하야촌(風早村): 현 가시와시
  - 데가촌(手賀村): 현 가시와시
- 1897년 4월 1일 - 군제 시행으로 히가시카쓰시카군과 미나미소마군의 구역으로 새로이 히가시카쓰시카군(東葛飾郡)이 발족. 이날 미나미소마군은 폐지되었다.

## 참고 문헌
- 「가도카와 일본 지명 대사전」 편집위원회, 편집. (1984년 3월 1일). 《가도카와 일본 지명 대사전》. 12 지바현. 가도카와 쇼텐. ISBN 4040011201.

## 같이 보기
- 소마군
- 기타소마군
- 가쓰시카군
- 히가시카쓰시카군